# Dieter Burckhardt (Mäzen)
Dieter Burckhardt-Furrer (* 16. September 1914 in Basel; † 5. Februar 1991) war ein Mäzen. Er schenkte zusammen mit seinem Bruder Martin H. Burckhardt der Stadt Basel den öffentlichen Park Gellertgut und gründete das Cartoonmuseum Basel – Zentrum für narrative Kunst.

## Leben

### Beruf
Dieter Burckhardt, Sohn von Elisabeth (1886–1963) und Karl August Burckhardt-Koechlin (1879–1960), trat 1931 in das Chemieunternehmen J. R. Geigy AG ein und machte eine kaufmännische Ausbildung in dessen Farbstoffdepartement. Danach war er für den Farbstoffverkauf in Manchester und New York tätig und durchlief dort weitere Ausbildungen. Er baute nach der Rückkehr in die Schweiz ab 1939 die Sparte der agrochemischen Schädlingsbekämpfung (Insektizide) auf und leitete als stellvertretender Direktor ab 1952 den Verkauf von Pflanzenschutzmitteln (Insektizide und Herbizide). 1959 wurde er ordentlicher Direktor. 1968 übernahm er die Regionaldirektion Osteuropa, Naher Osten und Afrika. 1970 trat er aus der Firma Geigy aus und beriet als freier Mitarbeiter die Konkurrenzfirma F. Hoffmann-La Roche bei der Entwicklung ihrer eigenen Agrochemie.

### Stiftungen
Dieter Burckhardt war zusammen mit seinem Bruder Martin H. Burckhardt für die Erhaltung des Gellertguts als historische Parkanlage der Stadt Basel verantwortlich. Die Familie Burckhardt besass seit dem frühen 19. Jahrhundert einen weitläufigen Grundbesitz am nördlichen Rand des Gellertquartiers, das zu den bevorzugten Wohnlagen gehörte und sich zum Villenviertel entwickelte. 1976 stiftete Dieter Burckhardt seinen Anteil am Familienbesitz der Christoph Merian Stiftung unter der Auflage, das Gut in einen öffentlichen Park umzuwandeln. Martin H. Burckhardt schloss 1986 seinen Anteil am Grundbesitz dieser Stiftig uff em Gellert an, und der Park Gellertgut mit einer Fläche von ca. dreieinhalb Hektaren wurde 1992 als Geschichts- und Kulturdenkmal des 19. Jahrhunderts zugänglich gemacht.
Dieter Burckhardt legte als Privatsammler einen umfangreichen Bestand an Karikaturen und Cartoons schweizerischer und internationaler Provenienz an. 1979 errichtete er daraus mit eigenen Mitteln die Sammlung Karikaturen & Cartoons Basel, die als unselbständige Stiftung von der Christoph Merian Stiftung und seit 2021 von der Dachstiftung der Christoph Merian Stiftung geführt wird. Die Stiftung ist die Trägerschaft des Cartoonmuseum Basel – Zentrum für narrative Kunst, das 1980 als Karikatur & Cartoon Museum Basel den Betrieb aufnahm.